# Assiégés (film, 2020)
Pour plus de détails, voir Fiche technique et Distribution.
Assiégés (The Outpost) est un film de guerre américain réalisé par Rod Lurie, sorti en 2020.

## Synopsis
Le film retrace la bataille de Kamdesh. Le 3 octobre 2009, dans la province du Nouristan, alors que des soldats américains sont chargés de dénicher des Talibans parmi la population locale et de contenir l'attaque des rebelles dans un avant-poste située dans la vallée des 3 montagnes, le capitaine Keating, ses 52 hommes et 140 soldats afghans sont assiégés dans leur base par une armée de 300 combattants Talibans.

## Fiche technique
- Titre original : The Outpost
- Titre français et québécois : Assiégés
- Réalisateur : Rod Lurie
- Scénario : Eric Johnson et Paul Tamasy, d'après l'ouvrage The Outpost: An Untold Story of American Valor de Jake Tapper
- Production : Paul Michael Merryman, Paul Tamasy, Marc Frydman, Jeffrey Greenstein, Jonathan Yunger et Les Weldon
- Photographie : Sergi Vilanova
- Montage : Michael J. Duthie
- Musique : Larry Groupé
- Sociétés de production : Millennium Media, York Films et Perfection Hunter
- Société de distribution : Screen Media Films (États-Unis), VVS Films (Québec), Metropolitan FilmExport (France)
- Langue : anglais
- Genre : guerre
- Dates de sortie :
  - États-Unis : 3 juillet 2020
  - Québec : 18 août 2020 (en VOD, DVD et Blu-ray)
  - France : 18 novembre 2020 (en DVD et Blu-ray)

## Distribution
- Scott Eastwood (VF : Sébastien Hébrant ; VQ : Nicolas Charbonneaux-Collombet) : sergent-chef Clint Romesha (en)
- Caleb Landry Jones (VF : Maxime Donnay ; VQ : Nicolas Bacon) : spécialiste Ty Michael Carter (en)
- Orlando Bloom (VF : Michelangelo Marchese ; VQ : Martin Watier) : capitaine Benjamin D. Keating
- Milo Gibson (en) (VF : Jean-François Rossion ; VQ : Adrien Bletton) : capitaine Robert Yllescas
- Jack Kesy (VF : Nicolas Matthys ; VQ : Fred-Éric Salvail) : sergent Josh Kirk
- Will Attenborough (VF : Thibaut Delmotte ; VQ : François-Simon Poirier) : soldat Ed Faulkner
- Taylor John Smith (VQ : Jean-François Beaupré) : 1er lieutenant Andrew Bundermann
- Cory Hardrict (VF : Jonathan Simon ; VQ : Patrick Émmanuel Abellard) : sergent Vernon Martin
- Celina Sinden : capitaine Katie Kopp
- Trey Tucker (VQ : Renaud Paradis) : capitaine Stoney Portis
- James Jagger : 1re classe Chris Jones
- Alfie Stewart (VF : Cédric Cerbara ; VQ : Xavier Dolan) : 1re classe Zorias Yunger
- Marin Rangelov : Nasir
- Jack Kalian (VQ : Maxime Allard) : sergent-chef Shane Courville
- Ernest Cavazos : sergent Armando Avalos
- Jacob Scipio (VF : Gregory Praet ; VQ : Gabriel Lessard) : sergent-chef Justin T. Gallegos
- Jonathan Yunger (VF : Antoni Lo Presti ; VQ : Nicholas Savard L'Herbier) : sergent-chef Jonathan Hill
- Kwame Patterson (VF : Pierre Lognay ; VQ : Widemir Normil) : capitaine Sylvanius Broward
- Jeremy Ang Jones : 1re classe Jordan Wong
- Aleksandar Aleksiev : 1er sergent Jānis Laķis
- Jack DeVos (VF : Quentin Minon ; VQ : Charles Sirard-Blouin) : sergent Joshua Hardt
- Scott Alda Coffey (VF : Yannick Besson ; VQ : Louis-Philippe Berthiaume) : Michael Scusa
- Alexander Arnold (VF : Benjamin Thomas ; VQ : Frédéric Millaire-Zouvi) : Chris Griffin
- George Arvidson (VF : Arnaud Crevecoeur ; VQ : David Laurin) : capitaine Chris Cordova
- Chris Born (VF : Brieux Lemaire ; VQ : Alexis Plante) : spécialiste Stephan Mace
- Sharif Dorani (VF : Steve Driesen ; VQ : Alexis Lefebvre) : Mohammed
- Henry Hughes (en) (VF : Simon Duprez ; VQ : Bruno Marcil) : Brad Larson
- Bobby Lockwood (VF : Olivier Premel ; VQ : Nicolas Poulin) : 1re classe Kevin Thomson
- Daniel Rodriguez (VF : Alexandre Crépet ; VQ : Guillaume Champoux) : spécialiste Daniel Rodriguez

 Source et légende : version québécoise (VQ) sur Doublage.qc.ca